# Ines Rieder
Ines Rieder (* 3. Mai 1954 in Wien; † 24. Dezember 2015 ebenda) war eine österreichische Politikwissenschaftlerin, Journalistin, Autorin und Übersetzerin.

## Leben
Rieder studierte Politikwissenschaften und Ethnologie an der Universität Wien. Von 1972 bis 1975 arbeitete sie an der Lehranstalt für gehobene Sozialberufe der Caritas Wien. Von 1976 bis 1984 war sie als Journalistin und Übersetzerin in Berkeley, Kalifornien tätig. Von 1979 bis 1984 war sie Mitgründerin der feministischen Zeitschrift Connexions. Von 1984 bis 1986 war sie Journalistin und Übersetzerin in São Paulo. Von 1987 bis 1994 war sie Mitarbeiterin bei Cleis Press in San Francisco.
Zurück in Wien war sie neben ihrer wissenschaftlichen und ihrer Arbeit als Autorin als wissenschaftliche Mitarbeiterin im Bereich von QWIEN Studies und diversen Projekten im und für das QWIEN – Zentrum für schwul/lesbische Kultur und Geschichte aktiv. und auch als Stadtführerin des queer-lesbischen Wien tätig. Darüber hinaus engagierte sie sich – ihre Erfahrungen aus der amerikanischen Bewegung im Kampf für Gleichberechtigung mit einbringend – im Österreichischen Lesben- und Schwulenforum (ÖLSF).
Zu ihren Tätigkeitsschwerpunkten als Autorin gehörten lesbische Biografien im 20. Jahrhundert. Ines Rieders umfangreicher Nachlass wurde dem STICHWORT – Archiv der Frauen- und Lesbenbewegung, deren Nutzerin des Archivs wie auch „Mitfrau“ des Trägervereins sie war, zur Aufarbeitung und Bewahrung übertragen. Sie wurde am Sieveringer Friedhof bestattet.

## Werke (Auswahl)
- „Wer mit Wem?“ Hundert Jahre lesbische Liebe. Berühmte Frauen, ihre Freundinnen, Liebhaberinnen und Lebensgefährtinnen. Wiener Frauenverlag, Wien 1994, zuletzt: dtv, München 1997, ISBN 3-423-36054-2.
- mit Diana Voigt: Heimliches Begehren. 2000. (Biografie von Sigmund Freuds berühmter Patientin Margarethe v. Trautenegg-Csonka, die in viele Sprachen übersetzt und 2012 unter dem Titel Die Geschichte der Sidonie C. neu aufgelegt wurde.)
- mit Wolfgang Förster und Tobis G. Natter: Der andere Blick, Lesbischwules Leben in Österreich. 2001.
- mit Andreas Brunner, Nadja Schefzig, Hannes Sulzenbacher und Niko Wahl: Geheimsache: Leben. Schwule und Lesben im Wien des 20. Jahrhunderts. Ausstellungskatalog. 2005.
- Mopsa Sternheim – ein Leben am Abgrund. Zaglossus, Wien 2015, ISBN 978-3-902902-25-2.